# 은밀하고 위대한 동물의 사생활
《은밀하고 위대한 동물의 사생활》은 2018년 11월 23일부터 2019년 1월 25일까지 방송된 KBS 2TV의 동물 전문 예능 프로그램이다.

## 기획 의도
스타가 자연 다큐멘터리의 감독이 되어 경이롭고 신비한 대자연의 아름다움과 그 속에 살고 있는 동물의 특별한 이야기를 촬영하여 미니 다큐멘터리를 완성시키는 프로그램이다.

## 출연자
| 출연진                             | 방송 기간                           | 방송 회차 |
| ---------------------------------- | ----------------------------------- | --------- |
| 이하늬, 박진주, 이성열, 엘, 정하영 | 2018년 11월 23일 ~ 2018년 12월 21일 | 1회 ~ 5회 |
| 문근영, 에릭 남, 김혜성, 정하영    | 2019년 1월 4일 ~ 2019년 1월 25일    | 6회 ~ 9회 |

## 시청률

### 2018년
| 회차 | 방송일    | AGB 시청률     | AGB 시청률 |
| 회차 | 방송일    | 대한민국(전국) |            |
| ---- | --------- | -------------- | ---------- |
| 1    | 11월 23일 | 2.4%           |            |
| 1    | 11월 23일 | 2.7%           |            |
| 2    | 11월 30일 | 2.1%           |            |
| 2    | 11월 30일 | 2.5%           |            |
| 3    | 12월 7일  | %              |            |
| 3    | 12월 7일  | 2.1%           |            |
| 4    | 12월 14일 | %              |            |
| 4    | 12월 14일 | 1.7%           |            |
| 5    | 12월 21일 | %              |            |
| 5    | 12월 21일 | 2.4%           |            |

### 2019년
| 회차 | 방송일   | AGB 시청률     | AGB 시청률 |
| 회차 | 방송일   | 대한민국(전국) |            |
| ---- | -------- | -------------- | ---------- |
| 6    | 1월 4일  | 2.0%           |            |
| 6    | 1월 4일  | 3.2%           |            |
| 7    | 1월 11일 | 1.8%           |            |
| 7    | 1월 11일 | 2.6%           |            |
| 8    | 1월 18일 | 1.8%           |            |
| 8    | 1월 18일 | 2.3%           |            |
| 9    | 1월 25일 | 1.6%           |            |
| 9    | 1월 25일 | 1.9%           |            |

## 같이 보기
- 우리말 겨루기 (KBS 교양운영팀 제작)
- 가족오락관, 상상오락관, 옥탑방의 문제아들 (KBS 예능운영팀 제작)
- 동물의 왕국, 동물의 세계, 동물극장 단짝 (KBS 1TV)
- 주주클럽, 슈퍼독, 단짝, 개는 훌륭하다, 동물은 훌륭하다, 나는 아픈 개와 산다, 펫 비타민 (KBS 2TV)
- 동물일기, 야옹멍멍 귀여워, 세상에 나쁜 개는 없다, 고양이를 부탁해, 아기 동물 귀여워, 펫하트, 극한 직업 (EBS 1TV)
- 세계의 비밀 수호대 번개맨 (EBS 2TV)
- 타타와 쿠마 (EBS·5BRICKS 공동 제작)
- 와우! 동물천하, 애니멀즈, 하하랜드, 오래봐도 예쁘다, 2020 추석특집 아이돌 멍멍 선수권대회, 심장이 뛴다 38.5 (MBC TV)
- TV 동물농장, 어쩌다 마주친 그 개, 펫미픽미, 푸바오와 할부지, 생활의 달인, 더솔져스, 검은 양 게임 (SBS TV)
- 마리와 나, 그랜드 부다개스트, 우리집 막내극장 (JTBC)
- 기막힌 동물원, 우리집에 해피가 왔다 (MBN)
- 동고동락, 개먼드라마 파트라슈 (TV조선)
- 대화가 필요한 개냥, 냐옹은 페이크다, 캣츠 앤 독스, 슬기로운 의사생활, 슬기로운 의사생활 시즌2, 해치지 않아, 해치지 않아 X 스우파, 슈퍼액션 (tvN)
- 펫토리얼리스트 (온스타일)
- 이 주의 책 (cpbc FM)
- 개별방송, 식빵 굽는 고양이, 잘살아보시개, 오 마이 펫, 여자친구! 강아지를 부탁해, 펫 닥터스 (skyPetpark)
- 상상고양이 (MBC 에브리원)
- 달려라 댕댕이 (MBC 에브리원, MBC 스포츠플러스 공동 제작)
- 펫츠고! 댕댕트립 (SBS 플러스)
- 소나무의 펫하우스 (SBS M)
- 라디오 북클럽, 주말하이킥 이윤석입니다 (MBC 표준FM)
- 개밥 주는 남자, 너는 내 운명, 서민갑부 (채널A)
- 천재! 시무라 동물원 (日 NTV)
- 도그 위스퍼러 (美 NGC채널)
- 지옥에서 온 고양이 (美 애니멀 플래닛)
- 개과천선 아메리카 (영국 채널 4, Sky One)

## 결방 및 편성 변경 안내
- 2018년 12월 28일 : 2018 KBS 가요대축제 중계방송으로 인한 결방.